# Tod im kalten Morgenlicht
Tod im kalten Morgenlicht (englischer Originaltitel: The Cold Light of Day) ist ein britisch-niederländisch-deutscher Thriller von Regisseur Rudolf van den Berg aus dem Jahr 1996 mit Richard E. Grant, Lynsey Baxter, Perdita Weeks und Simon Cadell in den Hauptrollen. Der Film wurde von Meteor Film Productions produziert und basiert auf einer Idee von Friedrich Dürrenmatt, der den Stoff unmittelbar nach seiner Erstverfilmung zum Roman mit dem Titel Das Versprechen ausarbeitete. Tod im kalten Morgenlicht ist im weitesten Sinne eine Neuverfilmung des Films Es geschah am hellichten Tag aus dem Jahr 1958.

## Handlung
Viktor Marek ist ein junger idealistischer Polizist. Als er die traurige Nachricht über die Ermordung eines jungen Mädchens den Eltern überbringen muss, schwört er der Mutter, den wahren Täter zu finden. Sein Vorgesetzter ist der mitleidlose Polizeichef Pavel Novak. Er ist weniger idealistisch, sondern vielmehr kurz vor seiner Rente sehr pragmatisch eingestellt. Ihm kommt der labile vorbestrafte Kiffer Alexi als Tatverdächtiger gerade recht, der durch einige belastende Indizien die Aufmerksamkeit der Polizei auf sich gezogen hat. Er setzt den Mann knallhart psychisch unter Druck, weil er in ihm den gesuchten Serienkiller vermutet. Nur Marek glaubt an die Unschuld des Mannes. Der Polizeichef erzwingt durch seine brutalen Verhörmethoden ein Geständnis von Alexi, der in diesem Zusammenhang auch noch drei weitere Morde in der jüngeren Vergangenheit gesteht, die sich nach demselben Muster abgespielt haben. Alle Mädchen fand man mit chirurgisch sauber durchschnittener Kehle. Als man am nächsten Morgen Alexi tot – erhängt – in seiner Zelle findet, scheint der Fall geklärt. Der überführte Täter hat in aussichtsloser Situation und als Eingeständnis seiner Schuld Suizid begangen. Allein Marek ist es, den wiederum Zweifel an der Schuld von Alexi beschleichen und der daraufhin den seiner Meinung nach bornierten Beamten den Fehdehandschuh hinwirft, indem er seinen Dienst quittiert und auf eigene Rechnung in dem Fall weiterermittelt. Mit dem einzigen Beweisstück – einer Kinderzeichnung, die einen dunklen Mann, ein schwarzes Auto, eine rote Burg und einen Hund und rote Schlangen zeigt – macht er sich daran, dem wahren Täter auf die Spur zu kommen.
Als er durch Zufall die Bekanntschaft mit dem jungen aufgeschlossenen Mädchen Anna macht, das mit der Mutter abseits am Rande der Stadt in einem Waldgebiet in einem alten Eisenbahnwagon lebt, kommt ihm ein tollkühner Plan. Marek mietet sich mit seinem Computer in eine alte Tankstelle ein, die an einer lebhaft befahrenen Straße zur nächsten Stadt liegt. In der Stadt vermutet er den Täter, da dieser alle Morde in unmittelbarer Nähe dieser Straße verübt hat. Er freundet sich mit dem Mädchen an und kann auch ihre attraktive Mutter Milena überzeugen, zu ihm als Haushaltshilfe in die alte Tankstelle und das dazugehörige Haupthaus zu ziehen. Dort notiert er sich akribisch, fast besessen, die Kennzeichnen aller vorüberfahrenden schwarzen Autos mit dem Kennzeichen der nahegelegenen Stadt, in der er das Wappen mit der roten Burg auf der Zeichnung des jüngst ermordeten Mädchens wiedererkannt haben will.
Nachdem er eine Schaukel für Anna an der Tankstelle angebracht hat, die offen für jeden vorbeifahrenden Kunden, aber auch vom Haupthaus aus gut einsehbar ist, wartet er geduldig ab. Der Plan mit Anna als Lockvogel scheint zu gelingen, ein Arzt aus der nahegelegenen Stadt ist der Täter. Der psychisch labile Arzt gewinnt das Vertrauen des kleinen Mädchens und lockt Anna nach zwei Treffen ein drittes Mal in den Wald. Marek hat Milena mittlerweile über seinen zweischneidigen gefährlichen Plan, einen Serienmörder zu fassen, ins Vertrauen gezogen. Er wird nun selbst von den ehemaligen Kollegen zur Rede gestellt, nachdem ein ehemaliger befreundeter Psychiater, den Marek in seinen Plan eingeweiht hatte, seine eigenmächtigen Methoden an die Polizei verraten hat. Gerade als der Täter erneut zuschlagen will, wird Marek an der Tankstelle unsanft zum Verhör gebeten. Marek sieht im Vorbeifahren noch den schwarzen Wagen des Mörders, der am Waldrand geparkt hat, und weiß Anna in Lebensgefahr. Er provoziert mit dem Polizeiwagen einen Unfall, kriecht aus dem Autowrack, nimmt die Waffe eines angeschlagenen Beamten an sich und stürzt in den nahen Wald, um Anna zu suchen. Gerade noch rechtzeitig findet er das Mädchen in den Fängen des Psychopathen, kurz bevor dieser eine neue Mordtat verüben kann. Der Arzt zwingt ihn, indem er ein Rasiermesser an die Kehle des Mädchens hält, ihm die Waffe zu überlassen. Marek tut es, um das Leben von Anna nicht zu gefährden. Kurz bevor der Arzt Marek erschießen kann, erscheint Milena mit Mareks Dienstrevolver auf der Bildfläche; sie hat das Verschwinden Annas bemerkt, ist der Spur in den Wald gefolgt und steht nun dem Täter gegenüber. Sie schießt den Psychopathen an. Der Arzt flüchtet in seinen geparkten Wagen und wird von Milena durch die Windschutzscheibe erschossen.
Am Ende ziehen Marek, Anna und Milena gemeinsam in die Stadt, um die Schrecken der jüngeren Vergangenheit hinter sich zu lassen.

## Synchronisation
Die deutsche Dialogregie führte Martin Keßler und sprach auch selbst die Hauptrolle.
| Rolle                          | Darsteller       | Synchronstimme    |
| ------------------------------ | ---------------- | ----------------- |
| Viktor Marek                   | Richard E. Grant | Martin Keßler     |
| Milena Tatour                  | Lynsey Baxter    | Daniela Strietzel |
| Anna Tatour                    | Perdita Weeks    |                   |
| Vladimir Kozant (Serienmörder) | Simon Cadell     | Joachim Tennstedt |
| Pavel Novak                    | James Laurenson  | Christian Rode    |
| Alexi Berka                    | Thom Hoffman     | Stefan Fredrich   |

## Produktionsnotizen
Szenenbildner war Zdeněk Flemming, Libuše Barlová, Derrick Bosch und Dick Naastepad zeichneten als Maskenbildner verantwortlich, die Kostüme lieferte Linda Bogers und die Produktionsleitung hatten Jan Bílek und Tomáš Gábriš. Drehorte des Films lagen in der Tschechischen Republik.